# Ill Niño
Ill Niño é uma banda de nu metal dos Estados Unidos formada em 1998 em Nova Jersey. É composta pelos brasileiros Cristian Machado, Oscar Santiago, pelo multiétnico Ahrue Luster, os americanos Lazaro Pina, Diego Verduzco e o peruano Dave Chavarri.

## História
A banda foi formada em meados de 1998, quando lançaram um EP demo nesse mesmo ano, com Jorge Rosado nos vocais e Cristian Machado no baixo. O EP foi intitulado El Niño, quando o nome da banda na época era El Niño, referente ao fenômeno meteorológico, mas foi em 1999 que haviam formalizado oficialmente. Com a saída de Rosado para a banda Merauder, os demais integrantes realizaram audições para encontrar um novo vocalista, e assim decidiram pela escolha de Christian. Mas a banda se vê obrigada a mudar de nome, porque este já estava sendo usado por outro grupo, então mudaram para Ill Niño. Em 2000, lançam outro EP demo, o primeiro que foi prontamente disponível ao público, que resultou pouco depois na assinatura com a Roadrunner Records. Em setembro de 2001, a banda lança seu álbum de estreia, intitulado Revolution Revolución. O single "What Comes Around", recebeu significativo apoio da MTV2 no final do ano.
Para a divulgação desse álbum, a banda fazia parte dos festivais Ozzfest e Jägermeister de 2002. No início de 2003, pouco antes do Ill Niño gravar Revolution Revolución, o guitarrista Marc Rizzo e o baterista Roger Vasquez deixaram a banda, devido a conflitos pessoais e o desejo de prosseguirem com projetos diferentes. Rizzo ficou a bordo o tempo suficiente para gravar as guitarras para o novo álbum, e eles convidam o percussionista Daniel Couto para substituir Roger Vasquez para a gravação. Pouco antes do lançamento de Confession, a banda contratou Ahrue Luster, ex-Machine Head, para ocupar o lugar vago da guitarra.
Em setembro de 2003, o grupo lança seu segundo álbum de estúdio, Confession, que estreia na 37ª posição na parada de álbuns Billboard 200. Neste ano, a banda recebeu mais exposição quando uma de suas novas canções, "How Can I Live", apareceu na trilha sonora de Freddy vs. Jason, um filme do diretor Ronny Yu. O álbum havia vendido mais de 110 mil cópias nos Estados Unidos nos primeiros cinco meses do lançamento, sendo considerado até aquele momento o melhor álbum do Ill Niño, vendendo no total aproximadamente mais de 500 mil cópias naquele país.
Em setembro de 2004 é lançado o primeiro DVD da banda, Live from the Eye of the Storm, gravado em um concerto na Pensilvânia no início daquele ano. Em setembro de 2005, o grupo lança seu terceiro álbum, intitulado One Nation Underground, que estreou na 101ª posição no Billboard 200, e lutou para alcançar boas vendas iguais as de seu antecessor Confession. Posteriormente, a banda anuncia que haviam encerrado o contrato com a Roadrunner Records, em 15 de julho de 2006. Nove dias depois, foi anunciado que o Ill Niño havia assinado contrato com a recém formada Cement Shoes Records. O baterista Dave Chavarri afirmou que sua saída da gravadora foi "amigável", mas considerou que eles não estavam recebendo a devida atenção e apoio da Roadrunner como tinham recebido em seus dois últimos lançamentos. Contudo, a Roadrunner lança a coletânea The Best of Ill Niño em 29 de setembro de 2006. O álbum apresenta treze faixas de seus três lançamentos com a gravadora. No entanto, foram emitidos apenas nos Estados Unidos.
Na estreia na Cement Shoes, a banda lançou o EP de cinco faixas The Undercover Sessions em novembro de 2006. Três versões covers foram colocadas no álbum, que incluiu a canção "Zombie Eaters", da banda Faith No More, "Territorial Pissings" do Nirvana, e "Red Rain" de Peter Gabriel. Duas novas faixas, "Arrastra" e "Reservation for Two", também foram incluídas. 1300 cópias foram vendidas em sua primeira semana de lançamento.
O quarto álbum de estúdio, Enigma, estava previsto para ser lançado em 9 de outubro de 2007, mas acabou sendo adiado várias vezes, chegando a ser lançado em 11 de março de 2008. O grupo excursionou pela Europa, Europa Oriental e América do Sul para a divulgação desse álbum, e em janeiro de 2009, romperam com a gravadora Cement Shoes Records e desde então seguem sem gravadora. No inverno de 2009/2010, a banda começou a trabalhar em seu quinto álbum de estúdio para ser lançado no verão de 2010. 

## Integrantes
Atuais
- Cristian Machado — vocal (2000-presente), baixo (1998-2000)
- Diego Verduzco — guitarra rítmica (2006-presente)
- Ahrue Luster — guitarra solo (2003-presente)
- Lazaro Pina — baixo (2000-presente)
- Dave Chavarri — bateria (1998-presente)
- Oscar Santiago — percussão (2013-presente)

Anteriores
- Jorge Rosado — vocal (1998-2000)
- Marc Rizzo — guitarra solo (1998-2003)
- Roger Vasquez — percussão (2000-2003)
- Daniel Couto — percussão (2003-2013)
- Jardel Martins Paisante — guitarra rítmica (1998-2006)
- Daniel Gomez — guitarra (1998-1999)

Convidados
- DJ Pookie — teclados/turntables/eletrônica no EP autointitulado
- Omar Clavijo — teclados/turntables/eletrônica (para todas as gravações em estúdio após o autointitulado) era membro oficial de turnê de verão de 2003 até à primavera de 2004
- Max Illidge — vocal em "Have You Ever Felt?"
- Chino Moreno — vocal em "Zombie Eaters" (cover de Faith no More)
- Mikey Doling — guitarra em "Two (Vaya Con Dios)"
- Jamey Jasta (vocal da banda Hatebreed) — participa do vocal em "Turns to Gray"

## Discografia

### Álbuns de estúdio
- 2001 - Revolution Revolución
- 2003 - Confession
- 2005 - One Nation Underground
- 2008 - Enigma
- 2010 - Dead New World
- 2012 - Epidemia
- 2014 - Till Death, La Familia